# Welterbe in Honduras

Zum Welterbe in Honduras gehören (Stand 2016) zwei UNESCO-Welterbestätten, darunter eine Stätte des Weltkulturerbes und eine Stätte des Weltnaturerbes. Honduras hat die Welterbekonvention 1979 ratifiziert, die erste Welterbestätte wurde 1980 in die Welterbeliste aufgenommen. Die bislang letzte Welterbestätte wurde 1982 eingetragen, eine Stätte steht auf der Roten Liste des gefährdeten Welterbes.

## Welterbestätten
Die folgende Tabelle listet die UNESCO-Welterbestätten in Honduras in chronologischer Reihenfolge nach dem Jahr ihrer Aufnahme in die Welterbeliste (K – Kulturerbe, N – Naturerbe, K/N – gemischt, (G) – auf der Liste des gefährdeten Welterbes).
| Bild             | Bezeichnung                           | Jahr | Typ   | Ref. | Beschreibung |
| ---------------- | ------------------------------------- | ---- | ----- | ---- | --- |
| (weitere Bilder) | Maya-Stätte Copán (Lage)              | 1980 | K     | 129  | |
| (weitere Bilder) | Biosphärenreservat Río Plátano (Lage) | 1982 | N (G) | 196  | Das Biosphärenreservat Río Plátano stellt einen der wenigen verbliebenen tropischen Regenwälder Zentralamerikas dar. Das Reservat erstreckt sich über ca. 5.000 km² und reicht von der karibischen Küste bis auf 1326 m. Dabei verfügt es zum einen über eine reichhaltige Pflanzenwelt, als auch über eine reichhaltige Tierwelt. Illegaler Holzeinschlag, Brandrodung, zunehmender Druck durch die Landwirtschaft, ein geplantes Wasserkraftwerk und unzureichendes Management gefährden jedoch die Wälder und führten 2011 dazu, dass das Biosphärenreservat auf die Liste des gefährdeten Welterbes gesetzt wurde. |

## Tentativliste
In der Tentativliste sind die Stätten eingetragen, die für eine Nominierung zur Aufnahme in die Welterbeliste vorgesehen sind.

### Aktuelle Welterbekandidaten
Derzeit (2019) ist eine Stätte in der Tentativliste von Honduras eingetragen. Es handelt sich um eine Erweiterung eines bestehenden Welterbes.
| Bild                                         | Bezeichnung                                  | Jahr | Typ   | Ref. | Beschreibung                                                                      |
| -------------------------------------------- | -------------------------------------------- | ---- | ----- | ---- | --------------------------------------------------------------------------------- |
| Biosphärenreservat Río Plátano (Erweiterung) | Biosphärenreservat Río Plátano (Erweiterung) | 2019 | N (G) | 6383 | Es handelt sich um eine Vergrößerung des Schutzgebietes von 350000ha auf 630000ha |